# TATA LPT-613
ТАТА LPT-613 — индийский малотоннажный грузовой автомобиль производства Tata Motors. Этот автомобиль входит в семейство грузовых бескапотных автомобилей TATA LPT, созданное на основе Mercedes-Benz LN второго поколения. В Украине эта модель изготавливается в г. Ильичевске (Одесская область) на ЗАО «Запорожский автомобилестроительный завод» и на ЗАО «Бориспольский автобусный завод» (с. Пролиски Киевская область). Грузовики производства последнего реализуются под маркой БАЗ-Т713 «Подорожник». С 2004 года модель производилась в России компанией «Автомобили и моторы Урала» (город Новоуральск Свердловской области, бывший УАМЗ) под названием АМУР-4346.

## Технические особенности
Конструктивно TATA LPT-613 — это низкорамный грузовой автомобиль с кабиной бескапотной компоновки. Автомобиль оснащен проверенным временем двигателем Tata NA, который выпускается по лицензии Mercedes-Benz. Двигатель имеет 6-цилиндровую рядную компоновку, имеет рабочий объем 5,7 л и мощность 130 л. с. (при 2400 об /мин). Мотор работает в паре с пятиступенчатой механической коробкой передач Tata GBS-40. Крутящий момент в 416 Нм достигается уже при 1400—1700 об / мин. Сцепление — фрикционное, однодисковое, сухое, охлаждение двигателя — жидкостное. Рама автомобиля — лестничная, лонжероны выполнены из гнутого швеллера. Длина колесный базы автомобиля — 3800 мм, колея передних колес — 1650 мм, задних — 1577 мм, клиренс — 194 мм. Грузоподъемность автомобиля составляет от 3680 до 4200 кг.

## Автобус на базе LPT-613
На Бориспольском автобусном заводе (с. Пролиски Киевская область) в 2002 году был построен первый автобус семейства БАЗ-А079 «Эталон».
На автобусном производстве ВАП «Волжанин» (город Волжский, Волгоградская область) выпускались различные версии автобусов Волжанин-3290 на шасси Tata LPT-613, в том числе импортированные из Украины автобусы БАЗ-А079.
Также на шасси LPT-613 филиалом ЗАЗа в городе Ильичевске (Одесская область, Украина) выпускалось семейство автобусов ЗАЗ I-VAN.